# Mastax burgeoni
Mastax burgeoni és una espècie de coleòpter dins la família dels caràbids, amb la distribució a Angola, Camerun, Libèria, República Democràtica del Congo, Sierra Leone, Tanzània i Zàmbia.